# 북아프리카 전역
북아프리카 전역은 제2차 세계 대전 중 1940년 9월 13일부터 1943년 5월 13일까지 북아프리카 사막에서 벌어진 전투로 사막 전투로도 알려졌으며, 이집트를 비롯한 리비아, 알제리, 모로코, 튀니지 등에서 벌어졌고, 지중해 전역의 일부로 다뤄지고 있다.
미국은 1942년 5월 11일부터 영국을 직접 지원하기 시작했다. 미국 육군은 공식적으로 “북아프리카 전역”을 별개로 다루지 않으나 아래에 서술된 더 소규모 전역으로 나눈다. 이 지역에서 전투는 이탈리아가 영국 점령 지역을 공격하면서 시작되었다. 이탈리아가 끔찍한 역전을 당했을 때, 나치 독일의 에르빈 롬멜 원수(당시 계급은 중장) 아프리카 군단이 이탈리아군을 돕기 위해 파병되었다. 몇 차례 리비아와 이집트를 오가는 공방전 후, 버나드 몽고메리 장군의 영국 연방군이 추축국을 튀니지로 몰아냈다. 1942년 말, 드와이트 D. 아이젠하워 장군이 지휘하는 연합군이 북서 아프리카의 프랑스령 식민지에서 벌인 횃불 작전과 비시 프랑스에 충성하는 비시 프랑스군과 전투 이후 영국 제8군과 미국군은 마침내 튀니지 북부에서 독일군 및 이탈리아군을 포위하면서 항복을 받아냈다. 영국의 울트라가 해독한 암호문에서 얻은 정보가 북아프리카 전역에서 연합군의 성공에 큰 기여를 했다.

## 서부 사막 전역

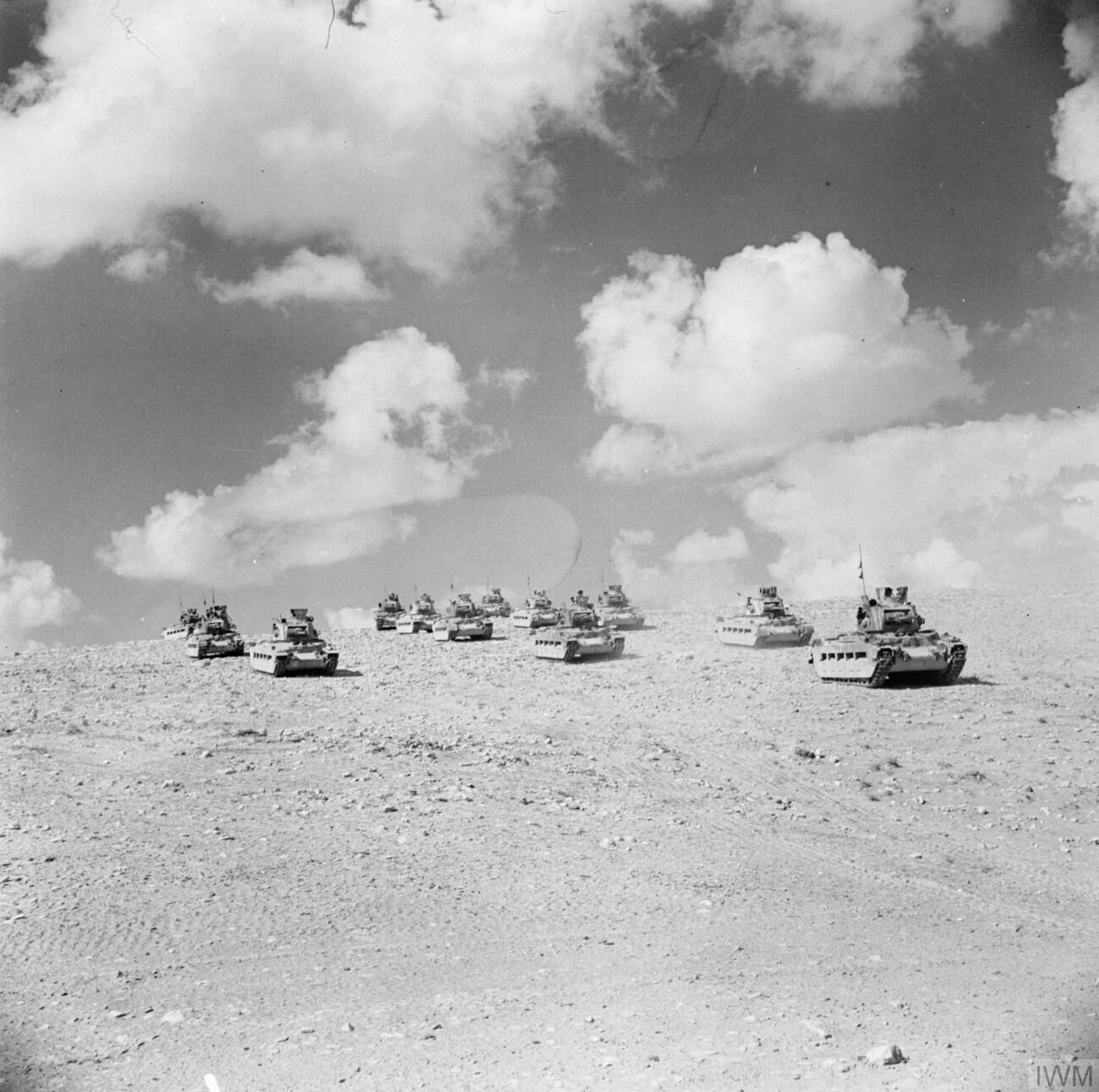
엘 알라메인 전투 중 영국군 마틸다 2 보병 전차 부대.독일의 에르빈 롬멜장군은 3호전차의 주포에 끄덕안하는 마틸다2 보병용 전차를 파괴하기 위해FLAK36대공포를 대전차포용으로 자주썼다.

북아프리카 전역은 연합군과 추축군 양자에 모두 전략적으로 중요한 전선이었다. 연합군은 유럽 요새에서 추축군을 상대로 제2 전선을 형성하기 전 단계로 간주했고, 이는 러시아 전선에 대한 독일군의 압박을 조금이라도 약화시키는 데 도움이 될 것이었다.
추축군은 중동의 풍부한 석유 자원 확보를 위해 북아프리카에서 전역을 승리로 이끌고 싶어 했다. 그러나 이 부분은 국방군 최고 사령부(독일어: Oberkommando der Wehrmacht, OKW)의 알프레드 요들이나 빌헬름 카이텔 등은 에르빈 롬멜에게 어디까지나 방어 작전임을 누차 강조하면서 공세를 하지 말라고 했다는 점에서 과연 독일이 북아프리카 지역에 대해 그런 전략을 수립했는지, 진지하게 수행할 의사가 있었는지는 논란의 여지는 있다.

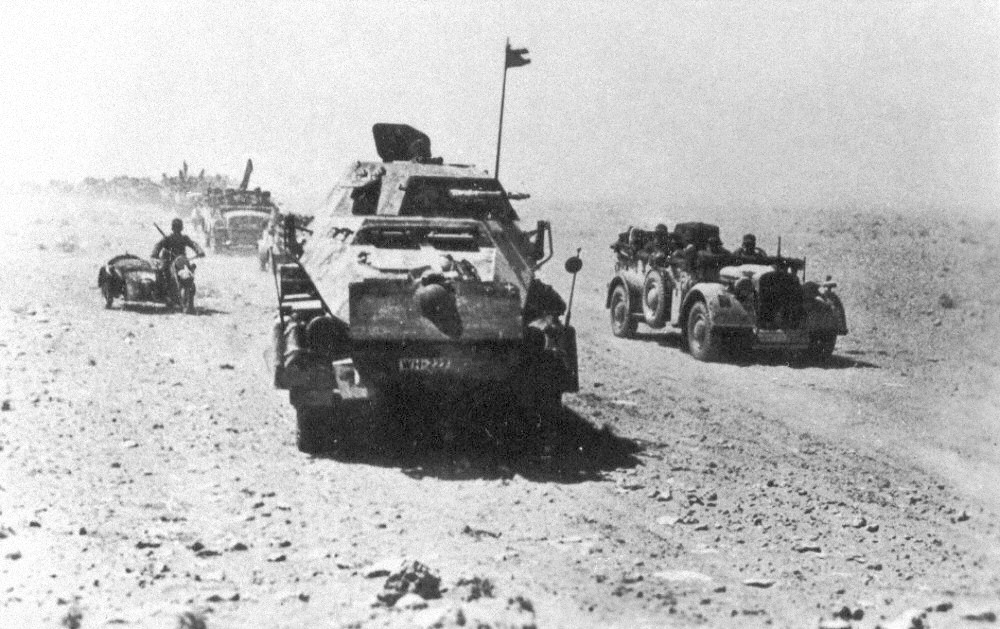

9월 13일, 이탈리아군은 이탈리아령 리비아에서 알렉산드리아와 수에즈 운하를 목표로 영국령 이집트를 향해 소규모 침공 작전을 개시했고, 시디바라니에 방어 요새를 설치했다. 50만 명 달하는 이탈리아군에 비해 영국군은 3만 5,000명이라는 절대적인 열세였고, 그중에서도 절반이 전투 부대였다. 그럼에도 불구하고 영국군은 컴퍼스 작전이라는 반격을 개시했고 아치볼드 웨이벌 장군은 이집트 국경 100km 내 지점인 시디바라니 동쪽에서 이탈리아군을 저지했다. 이 작전은 영국군의 예상보다 더 크게 성공하여 12월 리처드 오코너 중장은 시디바라니를 탈환하고 1941년 2월 초 이탈리아군을 벵가지로 격퇴시켰다.
한편 영국 함대와 공군도 지중해 일대를 일시적으로 장악했는데, 1940년 7월 영국 함대는 오랑과 알제리의 메르-엘-케비르에서 비시 프랑스의 선박들을 격침, 손상시키고 알렉산드리아의 비시 프랑스 선박들도 몰수했다. 몇 차례 함포전에서 패배한 이탈리아 함대는 타란토로 후퇴했고 11월 항공모함 일러스트리어스 호에서 출격한 공군기들이 이탈리아군 전함 3척과 순양함 2척을 침몰시켰다.
영국군은 800km나 진격해 이탈리아령 리비아 전역을 정복하고 전체 병력은 많으나 훈련과 화력 면에서 영국군보다 약한 이탈리아군 13만 명이 항복했는데, 그 동안 영국군의 사상자는 불과 1,928명이었다. 영국군은 엘 아게일라까지 진격했다.
이탈리아군의 충격적인 패배는 알려지지 않았고, 곧 롬멜이 지휘하는 독일 아프리카 군단(독일어: Deutsches Afrikakorps, DAK)이 그들을 지원하기 위해 리비아의 트리폴리로 보내졌다. 전선을 유지하라는 간단한 명령을 받았지만, 롬멜은 엘 아게일라에서 공세 작전을 발진시켰다. 최초로 투입된 독일군은 5경기갑 사단의 수색 대대였는데, 아직 본대가 다 도착하지 않은 시점에서 반격을 개시한 수색 대대는 동원 가능한 모든 차량의 뒤에 널빤지를 달아 먼지를 일으켜 대규모 전차 부대가 있는 것처럼 위장했고, 영국군이 이에 속아 넘어갔다.
3월 말 롬멜이 개시한 첫 번째 공격에서 키레나이카에서 병력이 많이 빠진 영국군을 강타한 토브룩 공방전을 제외하면 연합군을 이집트와 리비아 국경의 항구 도시 살룸에서 압박했고, 양측은 원래 위치까지 오고 가는 공방전을 벌였다. 한편 지중해 지역에서는 3월 28일 그리스 마타판 곶 근해를 공격해 전함 1척과 5척의 구축함, 순양함을 격침시켜 이탈리아 함대를 불구로 만들었다. 하지만 이와 같은 우세는 1941년 4월 독일군이 유고슬라비아와 그리스를 침공하면서 흔들리게 되었고 크레타 전투를 마지막으로 영국군의 지중해 지역의 제해권 장악은 종결되었다.
4월 말 독일군이 이집트 국경에 당도해 리처드 오코너 장군이 생포되고 오스트레일리아군이 토브룩 항에 고립되었다. 이에 웨이벌의 지휘 아래에 영국군이 5월에 새로운 공세를 개시했으나 실패했고 6월 2차 공세를 실시했으나 이마저 실패해 다시 한 번은 전선(戰線)은 엘 아게일라에 형성되었고 7월 웨이벌이 해임되고 클로드 오킨레크가 취임했다. 궁지에 몰린 연합군은 서부 사막군을 8군으로 재조직하면서 당시 영연방 국가였던 몇 개국 군대로 편성했다. 오스트레일리아 육군 및 영국령 인도 식민지군, 뉴질랜드 육군, 남아프리카 공화국 육군을 비롯하여 자유 프랑스 측에 서는 마리 피에르 쾨니히 소장의 프랑스 외인부대 여단으로 구성되었다.
11월 토브룩 구원에 실패했으나 12월 10일 토브룩의 포위망을 푼 뒤 12월 24일 벵가지를 점령했다. 하지만 1942년 2월 21일 트리폴리로부터 보급을 받은 롬멜은 다시 공격했고 1월 28일 가잘라 전투에서 승리를 거두고 토브룩을 함락시킨 롬멜은 연합군을 이집트 국경까지 다시 몰아냈다. 5월 27일 다시 공세를 재개했다가 6월 말 알렉산드리아와 나일 강 삼각주에서 불과 90km 떨어진 제1차 엘 알라메인 전투에서 저지당했다.
이 시점에서 미영 수송단의 공격으로 지중해 지역의 독일군 보급망이 파괴되고 7월 10일 오킨레크가 제한된 공세를 단행했다. 그러는 시점에서 버나드 몽고메리 장군이 8군 사령관에 취임했고 중동 지역 총사령관에는 해롤드 알렉산더 대장이 취임했다.8월 31일 롬멜이 엘 알라메인에 대한 2차 공세를 실시했으나 영국군은 알람 할파 전투와 제2차 엘 알라메인 전투에서 승리했고 11월 5일 영국군은 시디바라니로 몰아냈다. 몽고메리는 추축군을 밀어붙이며 11월 13일 토브룩이 재탈환되고 트리폴리는 1943년 1월 23일 함락되었다.

## 프랑스령 알제리 및 모로코 전역 (횃불 작전)

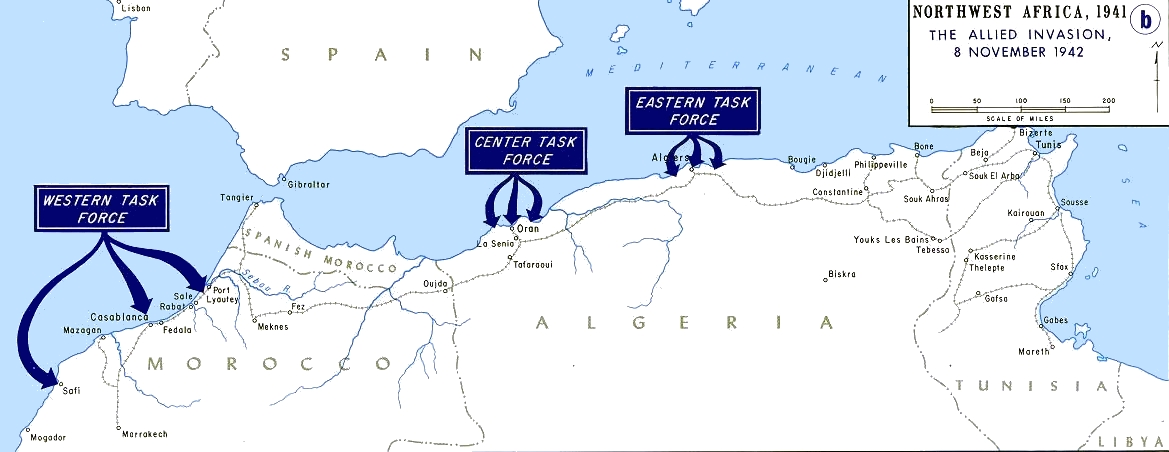
횃불 작전 당시 침공도

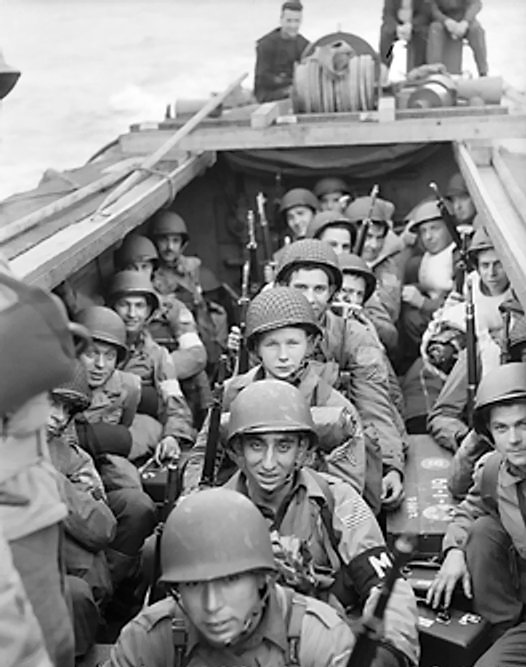
상륙정에 탑승한 미군

프랑스령 알제리 및 모로코 전역은 1942년 11월 8일에 시작되어 1942년 11월 11일까지로 독일군을 포위하기 위해서 미군이 주축이 되고 영국군이 소수 포함된 연합군이 비시 프랑스 정부가 통치하던 프랑스령 북아프리카(모로코와 알제리)에 비시 프랑스군의 저항은 미미하거나 없다고 가정하고 상륙했다.
그렇지만 비시 프랑스군은 오랑과 모로코에서 꽤 치열하게 저항했는데 그중에서도 유명한 교전은 건조 중에 독일에 항복하는 바람에 미완성 상태(77% 완성)로 선거에 계류 중이던 프랑스 해군 전함 장 바르와 미국 해군 전함 메사추세츠 호 간의 교전이다.
그러나 알제리에서는 프랑스 저항 세력이 11월 8일에 일으킨 쿠데타가 성공하여 연합군이 상륙하기 전에 프랑스 19군단이 중립을 지키게 했고, 비시파 장교들을 체포했다. 아이젠하워의 참모 마크 W. 클라크 장군이 비시파이자 알폰소 후앙 장군의 상사였던 프랑스와 다를랑 해군 제독과 3일 동안 대화 및 협박을 거듭했다.
결국 오랑과 모로코 주둔 비시파 프랑스군에게 11월 10일과 11월 11일에 걸쳐 무장 저항을 중지하라는 명령을 내리게 하는 데 성공했으며 그 대가로 다를랑 제독은 자유 프랑스에서 주둔군 사령관 직을 계속 유지하게 되었으나 다를
랑은 이후 12월 24일 알제리 알제에서 자유 프랑스를 따르는 레지스탕스의 총에 맞아 암살되었다.
연합군의 상륙으로 후방이 불안해진 독일은 안톤 작전을 감행해 비시 프랑스를 점령하고 모든 지역을 독일군이 관할하게 했다. 그 대응으로, 툴롱 항에 정박해 있던 프랑스 해군 함대는 자침했으며, 북아프리카 주둔 비시 프랑스군은 연합군에 가담하게 되었다.

## 튀니지 전역

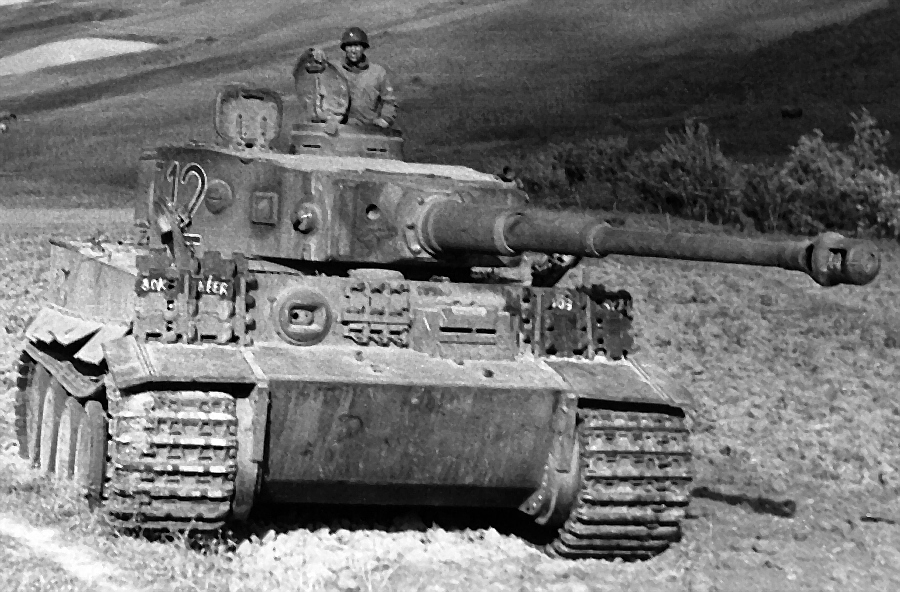
튀니지 전역에 처음 실전 투입된 티거 712호 티거131호를 노획할 때 같이 노획됐으며 영국군은 티거712호를 감상하다가 미군에게 넘겼다는 추측이있다.

마지막 3단계인 튀니지 전역은 1942년 11월 17일에 시작되어 1943년 5월 13일에 끝났고, 다음과 같이 구성되었다.
1. 1943년 1월 5일, 이탈리아의 보급선을 차단할 목적으로 튀니지 동부 가베스만 스팍스 근처에서 실시된 연합군의 육해공 합동 상륙 작전인 라게세 작전.
2. 제2군단의 동부 공격 : 퓨질리스트 작전을 지원하기 위해 1943년 3월 17일에 가프사의 독일군 방어선 공격

비록 롬멜이 알제리에서 동진한 미군과 리비아에서 서진한 영국군 사이에 포위되었으나 1942년 12월 일련의 방어 작전으로 연합군을 저지하기 위해 애썼다. 그중 가장 유명한 것은 제2군단을 상대로 한 카세린 협곡 전투였다.
그러나 전반적으로 롬멜은 병력과 장비가 부족했으며 카프리 작전이 실패되자 더 이상 희망이 없다고 판단했다. 1943년 3월 9일 롬멜이 지원 요청 및 튀니지에서 완전 철수를 위해 베를린에 갔다가 히틀러의 명령으로 본국에 남게 되고, 대신에 1942년에 튀니지로 파견된 한스 위르겐 폰 아르님 대장이 지휘권을 인수하여 독일군을 지휘했다.
하지만 결국 영국 8군이 마레트 방어선의 추축군 방어선을 돌파한 이후, 연합군은 아프리카에서 추축군의 저항을 분쇄하고 1943년 5월 13일 추축군의 항복을 받았다. 이때 독일군 12만 5000명을 포함한 27만 5000명의 추축국 병력이 항복했는데 이 엄청난 병력 손실은 추축군의 군사력을 크게 감소시켰다
튀니지 전역은 튀니지에서 독일군과 이탈리아군이 철수하는 것을 막기 위해 징벌 작전(Operation Retribution)으로 마무리되었다. 이 작전은 1943년 5월 7일에 시작되었고, 튀니지에서 시칠리아와 이탈리아로 철수하려는 독일군 함대를 공격하는 데 초점을 맞추었다. 653명이 탈출한 반면, 897명이 해상에서 포로가 되었다고 알려져 있고 상당수 인원이 익사했다고 추정되고 있다.

## 결말
북아프리카 전역 승리 후, 다음 단계로 이탈리아 전역이 시작되었다. 튀니지 전역 종료 2달 후에 연합군은 시칠리아를 침공했다.

## 같이 보기
- 북아프리카 전역 연표
- 동아프리카 전역 (제2차 세계 대전)
- en:Afrika Korps (game)
- 나치 독일
- 제2차 세계 대전 기간 영국의 군사사
- 제2차 세계 대전 기간 이탈리아의 군사사
- 제2차 세계 대전 기간 이집트의 군사사(영어판)
- 제2차 세계 대전 기간 미국의 군사사
- 제2차 세계 대전 기간 프랑스의 군사사(영어판)